# Лонггольмсбрун
59°19′10″ пн. ш. 18°01′41″ сх. д. / 59.31930556° пн. ш. 18.02819444° сх. д.
Лонггольмсбрун (швед. Långholmsbron) — міст у центрі Стокгольма, Швеція, через протоку Польсундет
Сполучає острів Седермальм з островом Лонггольменом, він утворює продовження до вулиці Бергсундсгатан.
Швидше за все, до середини 17 століття тут був старий дерев’яний міст, оскільки тут була митниця, яка займалася кораблями, які доставляли товари в місто з озера Меларен. 
Тим не менш, міст присутній на карті, датованій 1733 роком, і був замінений новим дерев’яним чотирипрольотним мостом в 1845 році, завдовжки 33 м та шириною 6 м. 
В 1931 році було відкрито нинішній трипрогінний сталевий балковий міст; 56 м завдовжки і 8 м завширшки з проїжджою частиною 5,6 м. 